# Flugplatz Jérémie

i7
i11
i13
Der Flugplatz Jérémie (französisch Aéroport de Jérémie; Haitianisch-Kreolisch Ayewopò Jeremi, IATA-Code: JEE, ICAO-Code: MTJE) liegt bei Jérémie im Département Grand’Anse im Westen der Halbinsel Tiburon in Haiti.

## Beschreibung
Der Flugplatz Jérémie liegt mit seiner 1200 Meter langen Start- und Landebahn rund 8 Kilometer westlich der Stadt Jérémie. Die Flugzeit zwischen dem Flughafen Port-au-Prince und dem Flugplatz Jérémie beträgt 35 Minuten.
Die ursprünglich unbefestigte Rollbahn wurde mit dem Ziel, den dritten internationalen Verkehrsflughafen Haitis zu schaffen, Ende der 2010er Jahre ausgebaut und am 10. Juli 2020 von Präsident Jovenel Moïse eröffnet.
Bis zur COVID-19-Pandemie bestand eine regelmäßige, wöchentlich dienstags und donnerstags verkehrende Flugverbindung zur Hauptstadt Port-au-Prince durch die Gesellschaft Mission Aviation Fellowship.
Sunrise Airways machte Jérémie im Jahr 2020 zu seinem dritten inländischen Flugziel in Haiti nach Port-au-Prince und Cap-Haïtien. Flüge fanden wöchentlich am Montag, Mittwoch und Freitag statt.
Der Flugplatz verfügt über ein Feuerwehrfahrzeug und ist durchgehend umzäunt. Es besteht keine Möglichkeit, am Flugplatz Jérémie Treibstoff zu tanken. Flugsicherung/Flugverkehrskontrolle ist nicht vorhanden. Die Start- und Landebahn ist nicht beleuchtet; Betriebszeit des Flugplatzes nebst Wetterinformation ist täglich von 6 Uhr morgens bis 6 Uhr abends.